# جوش جاكوبس
جوش جاكوبس (بالإنجليزية: Josh Jacobs)‏ هو لاعب كرة قدم أمريكية أمريكي، ولد في 11 فبراير 1998 في تلسا في الولايات المتحدة.

## وصلات خارجية
- جوش جاكوبس على موقع إي إس بي إن.كوم (أن.أف.أل)3
- جوش جاكوبس على موقع مرجع كرة القدم المحترفة.كوم (الإنجليزية)
- جوش جاكوبس على موقع كلية كرة القدم في سبورتس رفرنس.كوم (الإنجليزية)